# AS Mangasport
Die Association Sportive Mangasport, kurz AS Managsport, ist ein gabunischer Fußballklub mit Sitz in der Stadt Moanda in der Provinz Haut-Ogooué. Nach dem FC 105 Libreville und seinen Vorgängerklubs ist die Mannschaft die erfolgreichste in der nationalen Meisterschaft.

## Geschichte

### Erste Jahre bis Aufstieg in die erste Liga
Der Klub wurde im Jahr 1962 gegründet und erreichte im Jahr 1964 mit dem Gewinn des Coupe du Gabon Interclubs seinen ersten großen Erfolg. Danach dauerte es aber mehrere Jahrzehnte, bis ein weiterer Erfolg erzielt werden konnte. Erste Ergebnisse aus der nationalen Meisterschaft sind dabei aus der Saison 1976/77 zu entnehmen, als diese zum letzten Mal als Championnat de l'Estuaire unter den Meistern der Provinzen ausgespielt wurde. Hier wurde die Mannschaft auch Meister seiner Provinz, das abschließende Turnier fand aber, vermutlich aus organisatorischen Gründen nicht statt. In den folgenden Jahren wurde die Meisterschaft als Championnat National ausgetragen. Die Mannschaft sich hier jedoch nie für die Endrunde qualifizieren.
Nach dem zur Saison 1984/85 diese Meisterschaft in eine nationale Liga umgewandelt wurde, schaffte die Mannschaft zur Saison 1987/88 dann auch den Aufstieg in die höchste Spielklasse des Landes. Mit elf Punkten landete das Team zwar nur auf dem elften Platz, dieser reichte aber knapp für den Klassenerhalt. Eine Saison später reichte es dann aber nicht mehr einfach und erneut über den elften Platz musste Mangasport an einer Abstiegsrunde teilnehmen. Hier konnte sich die Mannschaft aber locker durchsetzen und durfte somit in der Spielklasse verbleiben.

### Etablierung unter den besten Mannschaften
Ende der 1980er Jahre bis Anfang der 1990er Jahre spielte die Mannschaft zwar nicht mehr so gegen den Abstieg es war aber allgemein auch eine eher unruhige Zeit in der Liga selbst, womit es auch meist keine Absteiger gab. Relativ überraschen kam somit die Saison 1994, als die Mannschaft mit 22 Punkten zwar nur fünfter in der Liga wurde, jedoch zum zweiten Mal in seiner Geschichte den nationalen Pokal im Finale mit einem 4:3-Sieg über Pétrosport für sich gewinnen konnte. Auch im anschließenden Superpokal konnte man sich in der Saison dann noch durchsetzen. Die nächste Saison konnte man dann auch noch als Meister der Liga abschließen. Mit einer weiteren Meisterschaft in der Saison 2000 begann dann eine bis heute anhaltende erfolgreiche Zeit in der alle paar Jahre  ein Titel erlangt werden konnte. Die letzte Meisterschaft war dabei im Jahr 2018 und der letzte Pokalgewinn im Jahr 2011.
In den Wettbewerben der CAF kam die Mannschaft bislang nicht über die erste oder die zweite bzw. die Vorrunden-Phase hinaus. Das erste auftreten im internationalen Bereich war die Teilnahme am African Cup Winners’ Cup in der Saison 1995.

## Erfolge
- Gabunischer Meister: 1995, 2000, 2004, 2005, 2006, 2008, 2013/14, 2014/15, 2017/18, 2024/25
- Gabunischer Pokalsieger: 1964, 1994, 2001, 2005, 2007, 2011
- Gabunischer Supercupsieger: 1994, 2001, 2006
- Gabunischer Ligapokalsieger: 2019

## Stadion
Der Verein trägt seine Heimspiele im Stade Henri Sylvoz in Moanda aus. Das Stadion hat ein Fassungsvermögen von 9500 Personen.

## Trainerchronik
| Trainer                  | Nation                       | von                | bis                |
| ------------------------ | ---------------------------- | ------------------ | ------------------ |
| Médard Lusadusu          | Demokratische Republik Kongo | 1. März 2002       | 29. März 2012      |
| Ivica Todorov            | Serbien Frankreich           | 3. August 2012     | 30. Juni 2013      |
| Salvatore Antonio Nobile | Italien                      | 1. Juli 2013       | 15. März 2014      |
| Mbo Bondjuni             | Demokratische Republik Kongo | 15. März 2014      | 12. September 2017 |
| Kévin Djony              | Gabun                        | 12. September 2017 |                    |